# 澳洲魚鯧
澳洲魚鯧為輻鰭魚綱鱸形目鯧亞目長鯧科的其中一種，分布於南半球34°S-61°S海域，屬深海魚類，棲息深度可達2141公尺，體長可達81公分，棲息在中底層水域。